# Centre marxiste révolutionnaire international
Le Centre marxiste révolutionnaire international, connu aussi sous le nom de « Bureau de Londres », est un rassemblement de partis socialistes de gauche dans les années 1930.

## Historique
Le Centre marxiste révolutionnaire international est formé en 1931 à Vienne, lors d'une réunion en marge d'une Conférence de l'Internationale ouvrière socialiste, et officiellement proclamé en 1932 en tant que « Bureau international pour l'unité socialiste révolutionnaire ».
Il regroupe des partis refusant aussi bien les compromissions de l'Internationale ouvrière socialiste que le dogmatisme de l'Internationale communiste. Il est largement dominé par le Parti socialiste ouvrier d'Allemagne, le Parti travailliste indépendant britannique, le Parti socialiste indépendant néerlandais, et le POUM espagnol.
En 1934 est fondé le Bureau International des Organisations Révolutionnaires des Jeunes, qui regroupe les structures de jeunesse des organisations liées au Bureau de Londres.
À partir de 1935, le Bureau de Londres édite un bulletin international : le Revolutionary Socialist Bulletin.
Trotsky a essayé, sans résultat, d'en faire la base organique d'une future Quatrième Internationale, mais ses propositions ont été rejetées par les principaux partis.
En 1938, le Bureau de Londres crée le Front Ouvrier International (FOI).

## Partis membres
- Allemagne : Parti socialiste ouvrier d'Allemagne (SAPD)
- Espagne : Parti ouvrier d'unification marxiste (POUM)
- États-Unis : Independent Labor League of America (en) (ILLA - Ligue travailliste indépendante d'Amérique) en 1939.
- France : Parti socialiste ouvrier et paysan (PSOP) à partir de sa création en 1938[réf. souhaitée] représenté par Maurice Juncker[1]
- France : Parti d'unité prolétarienne (PUP) jusqu'en 1937, date de l'entrée du PUP au sein de la Section française de l'Internationale ouvrière
- Grande-Bretagne : Parti travailliste indépendant (ILP)
- Norvège : Parti travailliste (Norvège) (DNA) jusqu'en 1933.
- Palestine : Mifleget Poalei Eretz Israel (Mapai - Parti ouvrier de Palestine)
- Pays-Bas : Parti socialiste indépendant (OSP) jusqu'à sa fusion en 1935 avec le Revolutionair-Socialistische Partij (RSP - Parti socialiste révolutionnaire). Le Revolutionair-Socialistische Arbeiderspartij (RSAP - Parti socialiste révolutionnaire des travailleurs) issu de cette fusion, resta affilié au Bureau de Londres.
- Pologne : L'Union générale des travailleurs juifs
- Pologne : Parti travailliste indépendant (en)
- Roumanie : Parti socialiste indépendant de Roumanie (en)
- Suède : Socialistiska partiet (SP - Parti socialiste) à partir de 1933